# Новоселицька сільська рада (Кельменецький район)
Новосе́лицька сільська́ ра́да — адміністративно-територіальна одиниця та орган місцевого самоврядування в Кельменецькому районі Чернівецької області. Адміністративний центр — село Новоселиця.

## Загальні відомості
- Населення ради: 2 520 осіб (станом на 2001 рік)

## Населені пункти
Сільській раді підпорядковані населені пункти:
- с. Новоселиця

## Склад ради
Рада складається з 16 депутатів та голови.
- Голова ради: Бинда Віталій Вікторович
- Секретар ради: Ярошенко Валентина Василівна

### Керівний склад попередніх скликань
| Прізвище, ім'я, по батькові | Основні відомості                                                 | Дата обрання | Дата звільнення |
| --------------------------- | ----------------------------------------------------------------- | ------------ | --------------- |
| Цуркан Анатолій Васильович  | Сільський голова, 1951 року народження, безпартійний              | 26.03.2006   | 31.10.2010      |
| Бинда Віталій Вікторович    | Сільський голова, 1966 року народження, освіта вища, безпартійний | 31.10.2010   |                 |

Примітка: таблиця складена за даними сайту Верховної Ради України

### Депутати
За результатами місцевих виборів 2010 року депутатами ради стали:

#### За суб'єктами висування
| Суб'єкт висування                                       | Кількість обраних депутатів | %    |
| ------------------------------------------------------- | --------------------------- | ---- |
| Партія регіонів                                         | 6                           | 37,5 |
| Самовисування                                           | 5                           | 31,3 |
| Народна партія                                          | 2                           | 12,5 |
| Політична партія Всеукраїнське об'єднання «Батьківщина» | 2                           | 12,5 |
| Українська соціал-демократична партія                   | 1                           | 6,3  |

#### За округами
| № округу                                                | Прізвище, ім'я, по батькові  | Дата визнання обраним | Освіта             | Партійна приналежність                        | Відомості про обраного депутата                         |
| ------------------------------------------------------- | ---------------------------- | --------------------- | ------------------ | --------------------------------------------- | ------------------------------------------------------- |
| Народна Партія                                          |                              |                       |                    |                                               |                                                         |
| 2                                                       | Білик Світлана Василівна     | 02.11.2010            | середня            | позапартійна                                  | пенсіонер                                               |
| 11                                                      | Бенеть Тетяна Миколаївна     | 02.11.2010            | середня            | член Народної партії                          | Новоселицька сільська рада, соціальний працівник        |
| Партія регіонів                                         |                              |                       |                    |                                               |                                                         |
| 6                                                       | Ткачук Марина Олександрівна  | 02.11.2010            | вища               | член Партії регіонів                          | приватний підприємець                                   |
| 9                                                       | Пасічник Іван Миколайович    | 02.11.2010            | середня спеціальна | член Партії регіонів                          | Новоселицька загальноосвітня школа І-ІІІ ст., охоронець |
| 12                                                      | Бинда Ольга Аксентіївна      | 02.11.2010            | вища               | член Партії регіонів                          | Кельменецька ЦРЛ, головний бухгалтер                    |
| 13                                                      | Гончар Андрій Миколайович    | 02.11.2010            | вища               | член Партії регіонів                          | Новоселицька сільська рада, землевпорядник              |
| 14                                                      | Антонюк Василь Федорович     | 02.11.2010            | середня спеціальна | член Партії регіонів                          | пенсіонер                                               |
| 15                                                      | Чертан Євгена Іванівна       | 02.11.2010            | середня спеціальна | член Партії регіонів                          | пенсіонер                                               |
| Політична партія Всеукраїнське об'єднання «Батьківщина» |                              |                       |                    |                                               |                                                         |
| 3                                                       | Брагар Василь Дмитрович      | 02.11.2010            | середня спеціальна | член Всеукраїнського об'єднання «Батьківщина» | пенсіонер                                               |
| 16                                                      | Житарюк Руслана Миколаївна   | 02.11.2010            | вища               | позапартійна                                  | Новоселицька загальноосвітня школа І-ІІІ ст., вчитель   |
| Українська соціал-демократична партія                   |                              |                       |                    |                                               |                                                         |
| 7                                                       | Жидик Анатолій Васильович    | 02.11.2010            | середня спеціальна | позапартійний                                 | тимчасово не працює                                     |
| Самовисування                                           |                              |                       |                    |                                               |                                                         |
| 1                                                       | Платон Іван Петрович         | 02.11.2010            | середня спеціальна | позапартійний                                 | ТОВ "Агрофіра «Новоселицька», тракторист                |
| 4                                                       | Ворожбит Євген Вікторович    | 02.11.2010            | середня спеціальна | позапартійний                                 | приватний підприємець                                   |
| 5                                                       | Скрипник Наталя Сергіївна    | 02.11.2010            | середня спеціальна | позапартійна                                  | Новоселицька сільська рада                              |
| 8                                                       | Скрипник Ганна Іванівна      | 02.11.2010            | середня спеціальна | позапартійна                                  | Новоселицька сільська рада, обліковець                  |
| 10                                                      | Ярошенко Валентина Василівна | 02.11.2010            | вища               | позапартійна                                  | Новоселицька сільська рада, секретар                    |

## Населення
Згідно з переписом УРСР 1989 року чисельність наявного населення сільської ради становила 2670 осіб, з яких 1179 чоловіків та 1491 жінка.
За переписом населення України 2001 року в сільській раді мешкало 2488 осіб.

### Мова
Розподіл населення за рідною мовою за даними перепису 2001 року:
| Мова       | Відсоток |
| ---------- | -------- |
| українська | 97,74 %  |
| російська  | 1,43 %   |
| молдовська | 0,67 %   |
| румунська  | 0,08 %   |
| білоруська | 0,04 %   |